# Tussen de Vaarten
Tussen de Vaarten is een wijk in de Nederlandse stad Almere. De wijk is gelegen in het stadsdeel Almere Stad Oost. Op 1 januari 2023 telde de wijk 15.980 inwoners, verdeeld over 5.978 woningen, op een oppervlakte van 4,37 km².
Onderdeel van de wijk is het Fanny Blankers-Koen (FBK) Sportpark en het Landgoed Hagevoort. Ingebed in Tussen de Vaarten Zuid ligt het bedrijventerrein Sallandsekant.

## Naamgeving
Alle wijken in Almere Stad eindigen op -wijk. Zo is er een Muziekwijk, Filmwijk en Literatuurwijk. De reden dat Tussen de Vaarten als enige in Almere Stad niet op -wijk eindigt ligt vermoedelijk in het feit dat het dan Schilderswijk geheten zou hebben. Alle straatnamen in Tussen de Vaarten zijn namelijk vernoemd naar schilders. Omdat de Schilderswijk in Den Haag geen goede naam heeft, is er mogelijk voor deze oplossing gekozen.

## Openbaar vervoer
Tussen de Vaarten wordt doorsneden door een busbaan en heeft daaraan vier bushaltes waar de volgende buslijnen stoppen:
- FBK Sportpark  M2
- Tussen de Vaarten Noord  M7   M8   322   330   N22
- Tussen de Vaarten Midden  M8   322   330   N22
- Tussen de Vaarten Zuid  M8   322   330   N22

### Metrobussen
| Lijn | Lijn            | Route                                  | Via | Opmerkingen |
| ---- | --------------- | -------------------------------------- | --- | --- |
| M2   | Buitenmetro     | Station Centrum - Stripheldenbuurt     | Staatsliedenwijk, Waterwijk, Bouwmeesterbuurt, Molenbuurt, Station Buiten, Seizoenenbuurt, Oostvaardersbuurt, Station Oostvaarders, Sieradenbuurt                    | Rijdt tussen Station Almere Oostvaarders en Stripheldenbuurt in een lagere frequentie, rijdt bij Station Centrum verder als buslijn M1 . Rijdt op zaterdag 24 uur per dag op een deel van de route. |
| M7   | Parkmetro       | Station Centrum - Station Oostvaarders | Flevoziekenhuis, Filmwijk, Parkwijk, Station Parkwijk, Tussen de Vaarten, Landgoederenbuurt, Faunabuurt, Bloemenbuurt, Station Buiten, Regenboogbuurt, Eilandenbuurt | Rijdt op zaterdag 24 uur per dag op een deel van de route. |
| M8   | Nobelhorstmetro | Station Centrum - Nobelhorst           | Flevoziekenhuis, Filmwijk, Parkwijk, Station Parkwijk, Tussen de Vaarten, Sallandsekant                                                                              | |

### R-net
| Lijn | Route                                                     | via | Opmerkingen                                                          |
| ---- | --------------------------------------------------------- | --- | -------------------------------------------------------------------- |
| 322  | Almere, Station Parkwijk - Amsterdam, Amstelstation       | Almere Stad (Verzetswijk, Tussen de Vaarten, Sallandsekant, Danswijk, Veluwsekant, Busstation ’t Oor, Gooisekant), Almere Poort (Hogekant, Europakwartier, Topsportcentrum, Station Poort, Strand), Muiden (P+R, Maxisweg), Diemen (Diemerknoop), Amsterdam-Oost (Brinkstraat, Middenweg) | Rijdt buiten de spitsuren alleen tussen busstation 't Oor en Muiden. |
| 330  | Almere, Station Buiten - Amsterdam, Station Bijlmer ArenA | Almere Buiten (Bloemenbuurt, Faunabuurt, Landgoederenbuurt), Almere Stad (Tussen de Vaarten, Sallandsekant, Danswijk, Veluwsekant, Busstation ’t Oor), Muiden (P+R, Maxisweg), Diemen (Diemerknoop, Provincialeweg), Amsterdam-Zuidoost (Eekholt, Bijlmerplein)                           |                                                                      |

### nightGo
| Lijn | Route                                           | Via | Opmerkingen                    |
| ---- | ----------------------------------------------- | --- | ------------------------------ |
| N22  | Almere, Station Buiten - Amsterdam, Leidseplein | Almere Buiten (Bloemenbuurt, Faunabuurt, Landgoederenbuurt), Almere Stad (Tussen de Vaarten, Sallandsekant, Danswijk, Parkwijk, Station Parkwijk, Parkwijk, Filmwijk, Flevoziekenhuis, Station Centrum, Staatsliedenwijk, Kruidenwijk, Muziekwijk, Station Muziekwijk, Componistenpad, Station Muziekwijk, Literatuurwijk, Hogekant), Almere Poort (Middenkant, Homeruskwartier, Columbuskwartier, Europakwartier, Station Poort), Muiden (P+R), Amsterdam (Brinklaan, Middenweg, Amstelstation) | Rijdt alleen op zaterdagnacht. |

1. 1 2 3  Tabel: Bevolking; maandcijfers per gemeente en overige regionale indelingen, 1 januari 2023, Centraal Bureau voor de Statistiek, Voorburg/Heerlen